# Pimoa nyingchi
Pimoa nyingchi es una especie de araña del género Pimoa, familia Pimoidae. Fue descrita científicamente por Zhang & Li en 2020.
Habita en China. El holotipo masculino mide 7,05 mm y el paratipo femenino 9,49 mm.